# Stiphodon
Stiphodon – rodzaj ryb z rodziny babkowatych.

## Klasyfikacja
Gatunki zaliczane do tego rodzaju:
| - Stiphodon alcedo - Stiphodon allen - Stiphodon astilbos - Stiphodon atratus - Stiphodon atropurpureus - Stiphodon aureorostrum - Stiphodon birdsong - Stiphodon caeruleus - Stiphodon carisa - Stiphodon discotorquatus - Stiphodon elegans | - Stiphodon hydroreibatus - Stiphodon imperiorientis - Stiphodon julieni - Stiphodon kalfatak - Stiphodon larson - Stiphodon martenstyni - Stiphodon mele - Stiphodon multisquamus - Stiphodon oatea - Stiphodon ornatus - Stiphodon pelewensis | - Stiphodon percnopterygionus - Stiphodon pulchellus - Stiphodon rubromaculatus - Stiphodon rutilaureus - Stiphodon sapphirinus - Stiphodon semoni - Stiphodon surrufus - Stiphodon tuivi - Stiphodon weberi - Stiphodon zebrinus |